# Museo de la Aeronáutica (São Paulo)

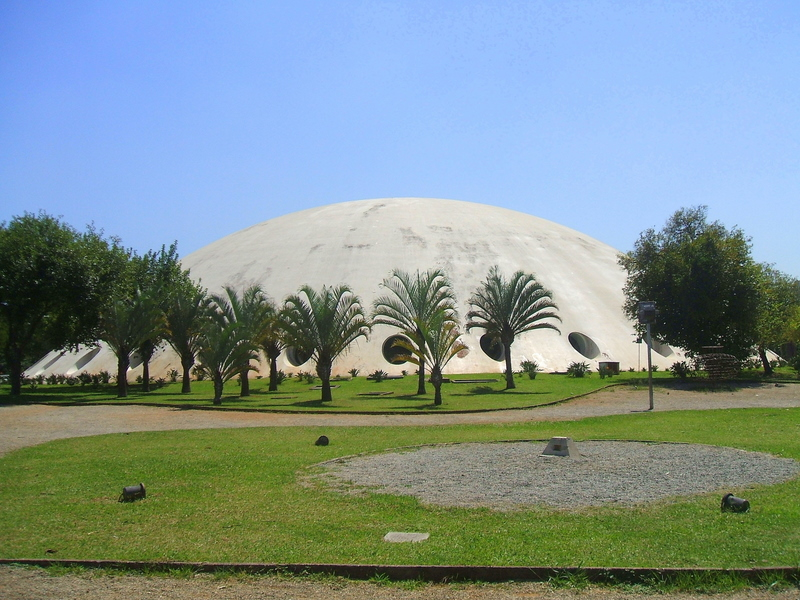
Pabellón Lucas Nogueira Garcez, que supo ser sede del Museo de Aeronáutica de São Paulo.

El Museo de la Aeronáutica (en portugués Museu da Aeronáutica) fue un museo de aeronáutica que ocupaba 5 mil m², en dos pisos del Pabellón Lucas Nogueira Garcez, en el Parque do Ibirapuera, en la ciudad de São Paulo, Brasil.
Sus instalaciones incluían un auditorio para filmes, palestras y conferencias, sala cofre blindada para piezas valiosas y biblioteca. Su acervo reunía aviones, motores, piezas originales, maquetas en escala y otros objetos ligados a la historia de la aviación.
El museo fue creado en 1959 por la Fundación Santos Dumont, homenajeando a uno de los pioneros de la aviación, el brasileño Alberto Santos Dumont. Luego de varias décadas en que ocupó un lugar destacado en la programación cultural de la ciudad, fue retirado del Ibirapuera y de la ciudad de São Paulo, no encontrándose más abierto al público.